# Svéd labdarúgó-bajnokság (másodosztály)
A Superettan a svéd labdarúgás második legmagasabb osztálya. A bajnokságot 2000-ben alapították, előtte 1987-től 1999-ig a mai harmadosztály, a Division 1, 1928-tól 1986-ig a mai negyedosztály, a Division 2 töltötte be a másodosztály szerepét.

## Jelenlegi résztvevők
| Klub                | Legutóbbi szezon      | Első szezon | Kiesés/feljutás utáni első szezon |
| ------------------- | --------------------- | ----------- | --------------------------------- |
| AFC Eskilstuna      | 9.                    | 2005        | 2020                              |
| Akropolis IF        | 5.                    | 2020        | 2020                              |
| Falkenbergs FF      | 16. (Allsvenskan)     | 2003        | 2021                              |
| GAIS                | 10.                   | 2001        | 2013                              |
| GIF Sundsvall       | 6.                    | 2006        | 2020                              |
| Helsingborgs IF     | 15. (Allsvenskan)     | 2017        | 2021                              |
| IFK Värnamo         | 1. (Division 1 Södra) | 2011        | 2021                              |
| IK Brage            | 8.                    | 2000        | 2018                              |
| Jönköpings Södra IF | 3.                    | 2006        | 2018                              |
| Landskrona BoIS     | 2. (Division 1 Södra) | 2000        | 2021                              |
| Norrby IF           | 11.                   | 2017        | 2017                              |
| Trelleborgs FF      | 13.                   | 2002        | 2019                              |
| Vasalunds IF        | 1. (Division 1 Norra) | 2009        | 2021                              |
| Västerås SK         | 7.                    | 2000        | 2019                              |
| Örgryte IS          | 12.                   | 2007        | 2016                              |
| Östers IF           | 4.                    | 2000        | 2017                              |

## Stadionok, vezetőedzők
| Csapat              | Stadion                 | Befogadóképesség | Vezetőedző(k)                |
| ------------------- | ----------------------- | ---------------- | ---------------------------- |
| AFC Eskilstuna      | Tunavallen              | 7,108            | Özcan Melkemichel            |
| Akropolis IF        | Grimsta IP              | 6 820            | Mirza Jelečak                |
| Falkenbergs FF      | Falcon Alkoholfri Arena | 5.500            | Hasse Eklund                 |
| GAIS                | Gamla Ullevi            | 18,416           | Stefan Jacobsson             |
| GIF Sundsvall       | NP3 Arena               | 8,000            | Henrik Åhnstrand             |
| Helsingborgs IF     | Olimpiai Stadion        | 16,000           | Jörgen Lennartsson           |
| IFK Värnamo         | Finnvedsvallen          | 5,000            | Robin Asterhed & Jonas Thern |
| IK Brage            | Domnarvsvallen          | 6,500            | Klebér Saarenpää             |
| Jönköpings Södra IF | Stadsparksvallen        | 6,200            | Patric Jildefalk             |
| Landskrona BoIS     | Landskrona IP           | 10,000           | Billy Magnusson              |
| Norrby IF           | Borås Arena             | 16,899           | Mak Lind                     |
| Trelleborgs FF      | Vångavallen             | 7,357            | Kristian Haynes              |
| Vasalunds IF        | Skytteholms IP          | 4,000            | Dalibor Savic                |
| Västerås SK         | Iver Arena              | 7,044            | Thomas Askebrand             |
| Örgryte IS          | Gamla Ullevi            | 18,416           | Dane Ivarsson                |
| Östers IF           | Visma Arena             | 12,000           | Denis Velić                  |

## Győztesek a jelenlegi lebonyolítás szerint
| Szezon | Győztes                 | Második           |
| ------ | ----------------------- | ----------------- |
| 2000   | Djurgårdens IF (1)      | Malmö FF          |
| 2001   | Kalmar FF (1)           | Landskrona BoIS   |
| 2002   | Östers IF (1)           | Enköpings SK      |
| 2003   | Kalmar FF (2)           | Trelleborgs FF    |
| 2004   | BK Häcken (1)           | Gefle IF          |
| 2005   | AIK (1)                 | Östers IF         |
| 2006   | Trelleborgs FF (1)      | Örebro SK         |
| 2007   | IFK Norrköping (1)      | Ljungskile SK     |
| 2008   | Örgryte IS (1)          | BK Häcken         |
| 2009   | Mjällby AIF (1)         | Åtvidaberg FF     |
| 2010   | Syrianska FC (1)        | IFK Norrköping    |
| 2011   | Åtvidaberg FF (1)       | GIF Sundsvall     |
| 2012   | Östers IF (2)           | IF Brommapojkarna |
| 2013   | Falkenbergs FF (1)      | Örebro SK         |
| 2014   | Hammarby IF (1)         | GIF Sundsvall     |
| 2015   | Jönköpings Södra IF (1) | Östersunds FK     |
| 2016   | IK Sirius (1)           | AFC Eskilstuna    |
| 2017   | IF Brommapojkarna (1)   | Dalkurd FF        |
| 2018   | Helsingborgs IF (1)     | Falkenbergs FF    |
| 2019   | Mjällby AIF (2)         | Varbergs BoIS     |
| 2020   | Halmstads BK (1)        | Degerfors IF      |
| 2021   | IFK Värnamo (1)         | GIF Sundsvall     |
| 2022   | IF Brommapojkarna (2)   | Halmstads BK      |
| 2023   | Västerås SK (1)         | GAIS              |
| 2024   | Degerfors IF (1)        | Östers IF         |

## Legsikeresebb együttesek
| Címek | Klub                |
| ----- | ------------------- |
| 2     | Kalmar FF           |
| 2     | Östers IF           |
| 2     | Mjällby AIF         |
| 2     | IF Brommapojkarna   |
| 1     | AIK                 |
| 1     | Djurgårdens IF      |
| 1     | BK Häcken           |
| 1     | IFK Norrköping      |
| 1     | Trelleborgs FF      |
| 1     | Örgryte IS          |
| 1     | Syrianska FC        |
| 1     | Åtvidaberg FF       |
| 1     | Falkenbergs FF      |
| 1     | Hammarby IF         |
| 1     | Jönköpings Södra IF |
| 1     | IK Sirius           |
| 1     | Helsingborgs IF     |
| 1     | Halmstads BK        |
| 1     | IFK Värnamo         |
| 1     | Västerås SK         |
| 1     | Degerfors IF        |

## Gólkirályok
| Év   | Gólkirály                                       | Csapat                             | Gólok |
| ---- | ----------------------------------------------- | ---------------------------------- | ----- |
| 2000 | Fredrik Gärdeman                                | Åtvidaberg FF                      | 14    |
| 2001 | Daniel Nannskog                                 | Landskrona BoIS                    | 21    |
| 2002 | Ludwig Ernstsson                                | Östers IF                          | 18    |
| 2003 | Göran Marklund                                  | FC Café Opera                      | 23    |
| 2004 | Stefan Bärlin                                   | Västerås SK                        | 23    |
| 2005 | Bruno Santos                                    | IFK Norrköping                     | 16    |
| 2006 | Olof Guterstam                                  | IF Brommapojkarna                  | 17    |
| 2006 | Stefan Rodevåg                                  | Falkenbergs FF                     | 17    |
| 2007 | Gardar Gunnlaugsson                             | IFK Norrköping                     | 18    |
| 2008 | Jonas Henriksson                                | BK Häcken                          | 19    |
| 2009 | Marcus Ekenberg                                 | Mjällby AIF                        | 19    |
| 2009 | Mattias Adelstam                                | Ängelholms FF                      | 19    |
| 2010 | Linus Hallenius                                 | Hammarby IF                        | 18    |
| 2011 | Branimir Hrgota                                 | Jönköpings Södra IF                | 18    |
| 2012 | Pablo Piñones Arce                              | IF Brommapojkarna                  | 18    |
| 2013 | Victor Sköld                                    | Falkenbergs FF                     | 20    |
| 2014 | Kennedy Bakircioglu                             | Hammarby IF                        | 17    |
| 2015 | Fredrik Olsson                                  | Jönköpings Södra IF                | 17    |
| 2016 | Shkodran Maholli                                | Åtvidaberg FF                      | 15    |
| 2017 | Richard Yarsuvat                                | Dalkurd FF                         | 17    |
| 2018 | Andri Rúnar Bjarnason                           | Helsingborgs IF                    | 16    |
| 2019 | Erik Björndahl                                  | Degerfors IF                       | 20    |
| 2020 | Pontus Engblom                                  | GIF Sundsvall                      | 20    |
| 2021 | Ajdin Zeljkovic                                 | Örgryte IS                         | 18    |
| 2022 | Viktor Granath                                  | Västerås SK                        | 24    |
| 2023 | Jesper Westermark                               | Östers IF                          | 17    |
| 2024 | Assad Al Hamlawi Kalle Holmberg Dijan Vukojević | IK Oddevold Örebro SK Degerfors IF | 14    |